# Варенжин
Варенжин (пол. Warężyn) — село в Польщі, у гміні Севеж Бендзинського повіту Сілезького воєводства.
Населення — 521 особа (2011).
У 1975-1998 роках село належало до Катовицького воєводства.

## Демографія
Демографічна структура станом на 31 березня 2011 року:
|          | Загалом | Допрацездатний вік | Працездатний вік | Постпрацездатний вік |
| -------- | ------- | ------------------ | ---------------- | -------------------- |
| Чоловіки | 244     | 26                 | 188              | 30                   |
| Жінки    | 277     | 41                 | 159              | 77                   |
| Разом    | 521     | 67                 | 347              | 107                  |